# Compte rendu au Roi
 (février 2021).
Si vous disposez d'ouvrages ou d'articles de référence ou si vous connaissez des sites web de qualité traitant du thème abordé ici, merci de compléter l'article en donnant les références utiles à sa vérifiabilité et en les liant à la section « Notes et références ».

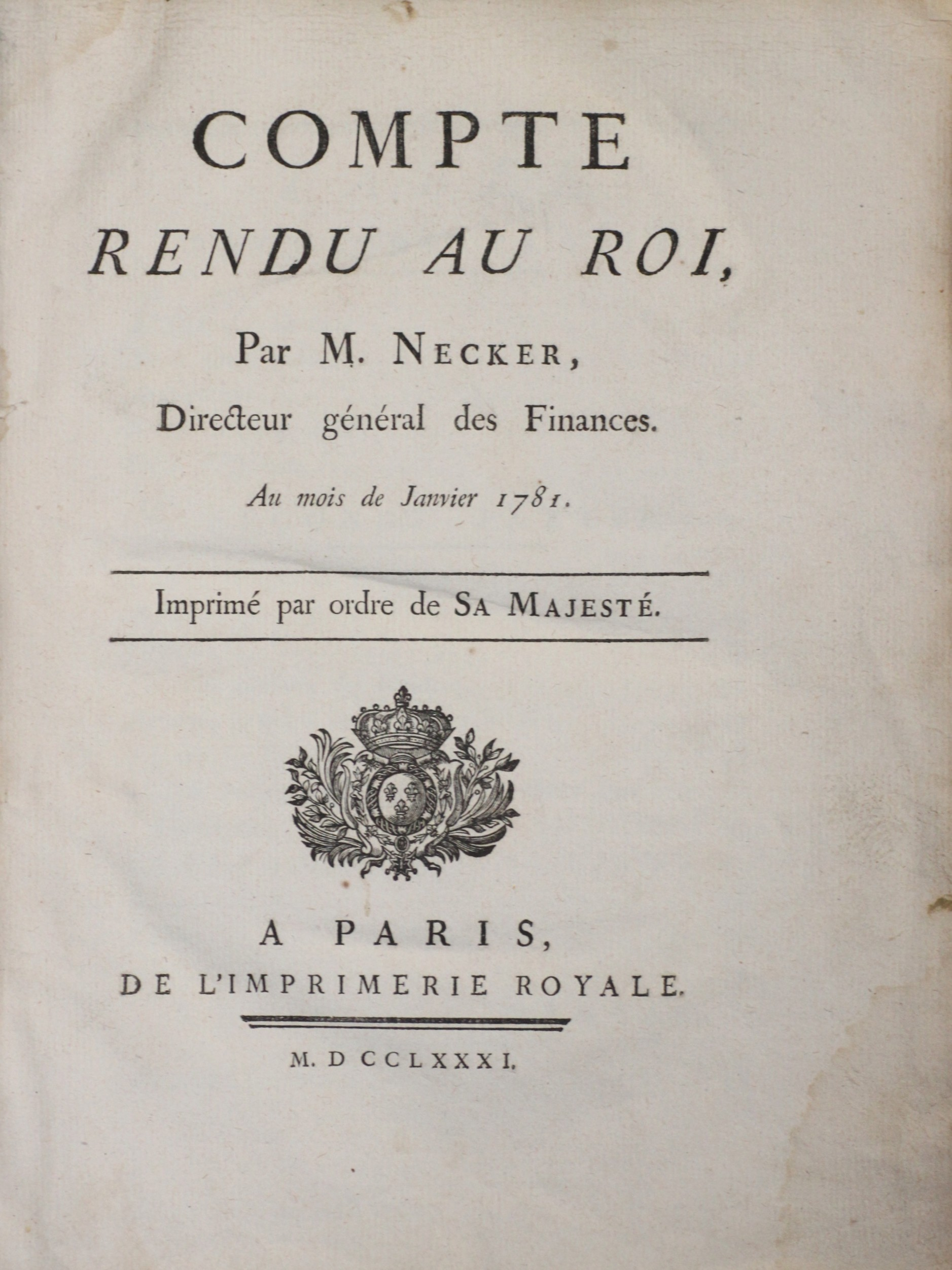
Edition originale

Le Compte rendu au Roi de Necker à Louis XVI, publié le 19 février 1781, fait l'état des lieux des dépenses de l'État français en 1781. Le texte de 100 pages est édité par la librairie Panckouke et remporte un grand succès : 100 000 exemplaires sont vendus en quelques semaines.

## Contenu
Dans le contexte délicat de la Guerre d'indépendance des États-Unis, la situation financière française y est présentée. Le but premier de ce livre est de rendre plus facile à la France l'emprunt à des investisseurs privés, qu'ils soient français ou étrangers, et ce aux meilleurs taux. Suivant l'exemple de l'Angleterre, Necker est convaincu que si les finances de la France sont rendues publiques, cela augmentera la confiance des investisseurs en celle-ci. Grâce à cette transparence, ces derniers seront moins hésitants à prêter des fonds au royaume.
Bien que la France ait des finances négatives au moment où l'ouvrage est publié, Necker veut convaincre les investisseurs de la qualité de leur investissement sur le long terme. Dans ce but, il souhaite démontrer que les finances de l'État seront positives dès le retour à la paix. Pour ce faire, il crée une distinction entre dépenses ordinaires et dépenses extraordinaires, les secondes étant celles relatives à la guerre. Necker explique de manière claire, dans l'introduction de l'ouvrage, que seules les dépenses ordinaires vont être évoquées, ce qui lui permet de faire apparaître un excédent de 10 millions de livres. Il n'y a donc absolument aucune volonté de tromperie de sa part. Mais si l'on compte les dépenses de la guerre d’Amérique,  le déficit est de 90 millions de livres. En fait, celui-ci est même très insistant dans sa volonté de tout dévoiler. Dans le Compte-rendu au Roi, Necker insiste plusieurs fois sur le gaspillage que représentent les guerres, et sur les difficultés que celles-ci font peser sur l'économie. 
Un des faits exceptionnels à propos de ce compte rendu est que celui-ci fut rendu public par Necker, dévoilant ainsi des listes de pensions, avec noms et montants des sommes versées par l'État à certains nobles. Cette publication fait scandale et la noblesse exige la démission de Necker, qui, lâché par les autres ministres (Maurepas, Vergennes, Miromesnil),  présente finalement sa démission le 19 mai 1781.
Dès sa parution, cet ouvrage fut affublé du qualificatif de Conte bleu, en relation avec la couleur de la brochure, donné par l'entourage de la reine, qui n'appréciait évidemment pas le fait que soit rendu public le montant des pensions accordées à la noblesse.